# Spy × Family
SPY×FAMILY (スパイファミリー Supai Famirī, n.đ. 'Điệp viên x Gia đình') là một bộ manga Nhật Bản được viết và minh họa bởi Endo Tatsuya. Bộ truyện được đăng tải mỗi 2 tuần trên tạp chí trực tuyến Shōnen Jump+ kể từ ngày 25 tháng 3 năm 2019. Tính đến nay, đã có tổng cộng 15 tập tankōbon được phát hành bởi Shueisha. Tại Việt Nam, bộ truyện được phát hành bởi Nhà xuất bản Kim Đồng. Phiên bản anime truyền hình chuyển thể gồm hai phần được sản xuất bởi xưởng phim Wit Studio và CloverWorks, bắt đầu phát sóng từ tháng 4 năm 2022.
Tính đến tháng 3 năm 2024, SPY×FAMILY đã có hơn 35 triệu bản được lưu hành, trở thành một trong những bộ manga bán chạy nhất. Bộ manga được khen ngợi về cách kể chuyện, sự hài hước, các cảnh hành động và tác phẩm nghệ thuật.

## Cốt truyện
Câu chuyện kể về một điệp viên của "Tây Quốc" Westalis (西国 Wesutarisu) có mật danh là "Hoàng hôn", cố gắng xây dựng một "gia đình kiểu mẫu" nhằm thu thập thông tin tình báo tại nước đối địch, "Đông Quốc" Ostania (東国 Osutania).

## Nhân vật

### Gia đình Forger
Loid Forger (ロイド・フォージャー Roido Fōjā)
Lồng tiếng bởi: Eguchi Takuya (tiếng Nhật), Lê Nguyễn Tuấn Anh (tiếng Việt)
Một điệp viên đến từ Westalis với mật danh Hoàng hôn (黄昏 Tasogare), có khả năng chiến đấu, trí nhớ và xử lý thông tin phi thường. Anh sử dụng nhiều khuôn mặt và tên khác nhau cho mỗi nhiệm vụ khác nhau (Loid Forger cũng là tên giả dùng cho nhiệm vụ). Nhiệm vụ gần đây nhất của anh là Chiến dịch Strix, yêu cầu anh đăng ký cho một đứa trẻ vào ngôi trường danh tiếng và cần "cả bố lẫn mẹ đều có mặt" để tiếp cận mục tiêu. Thế nên, anh tạo ra một gia đình giả bằng cách nhận nuôi Anya và kết hôn với Yor, ngụy trang thành một bác sĩ tâm thần tại Bệnh viện Đa khoa Berlint. Anh khéo nấu ăn và dọn dẹp. Vốn là trẻ mồ côi trong chiến tranh, anh quyết định trở thành một điệp viên để tạo ra một "thế giới nơi trẻ em không phải khóc".
Yor Forger (ヨル・フォージャー Yoru Fōjā)
Lồng tiếng bởi: Hayami Saori (tiếng Nhật), Nguyễn Vũ Minh Chuyên (tiếng Việt)
Một nữ sát thủ chuyên nghiệp với mật danh Công chúa gai (いばら姫 Ibara Hime), ẩn thân phận thành nhân viên tại Tòa thị chính Berlint. Họ của Yor trước khi kết hôn là Briar (ブライア Buraia) cô 27 tuổi. Cô đồng ý kết hôn mà không cần biết lý lịch thực sự của Loid và tin rằng Anya là con gái ruột của anh từ cuộc hôn nhân trước. Là một sát thủ, Yor giỏi dọn dẹp, nhưng không biết làm việc nhà, đặc biệt là nấu ăn. Vì vậy, Loid làm hầu hết các công việc nấu nướng, mặc dù gần đây cô ấy đã bắt đầu học nấu ăn từ đồng nghiệp. Cô có một người em trai tên là Yuri, là một công chức và rất gắn bó với chị mình.
Anya Forger (アーニャ・フォージャー Ā'nya Fōjā)
Lồng tiếng bởi: Tanezaki Atsumi (tiếng Nhật), Cao Thụy Thanh Hồng (tiếng Việt)
Một cô bé có thể đọc được suy nghĩ của người khác, Anya là người duy nhất biết được tình hình chung của gia đình mình. Tuổi thật sự của cô bé  tầm khoảng 4 hoặc 5 tuổi, nhưng lại nói là 6 tuổi vì trường chỉ nhận trẻ 6 tuổi trở lên. Ban đầu, cô bé là một đối tượng thử nghiệm trên người được đặt tên là "Vật thí nghiệm 007" (被検体007 (Bị kiểm thể 007) Hikentai 007), cô đã trốn đi bởi vì ở đó cô phải học mà không được chơi. Sau đó tự đặt tên là "Anya." Do năng lực đọc suy nghĩ của mình , Anya cảm thấy không khỏe khi đi vào đám đông vì có quá nhiều suy nghĩ từ người khác. Ngoài ra, vì không chịu học hành đàng hoàng nên Anya học không giỏi và bù lại bằng cách đọc suy nghĩ của những người khác để tìm câu trả lời. Tuy nhiên, có vẻ như cô không thể sử dụng khả năng ngoại cảm của mình trong thời kỳ trăng non. Cô bé thích anime "Spy Wars" và nghĩ rằng bất cứ điều gì liên quan đến "bí mật" và "nhiệm vụ" đều thú vị.
Bond Forger (ボンド・フォージャー Bondo Fōjā)
Lồng tiếng bởi: Kenichirō Matsuda (tiếng Nhật), Nguyễn Anh Tuấn (tiếng Việt)
Thú cưng của gia đình, thuộc giống Chó núi Pyrenees, vốn là đối tượng chó thử nghiệm của Dự án Apple có tên "Số 8" (8号). Chú có thể nhìn thấu tương lai mà chỉ Anya biết bằng cách sử dụng thần giao cách cảm. Chú gặp Anya và gia đình Forger khi bị lợi dụng trong một vụ đánh bom khủng bố và sau đó được gia đình nhận nuôi. Chú chó sợ lúc Yor nấu ăn (chú thấy trong tương lai chú sẽ bị lìa đời vì chuyện này) và cố gắng hết sức để tránh điều đó. Chú được đặt tên theo nhân vật hoạt hình yêu thích của Anya, Bondman.

### Nhân vật khác
Damian Desmond (ダミアン・デズモンド Damian Dezumondo)
Lồng tiếng bởi: Fujiwara Natsumi (tiếng Nhật), Phạm Hồ Thanh Lộc (tiếng Việt)
Một người bạn cùng lớp táo tợn của Anya có bố là người có quyền lực vượt trội, nhưng cậu vẫn học hành chăm chỉ để được bố chú ý và chấp thuận. Bố của cậu, Donovan Desmond (ドノバン・デズモンド Donoban Dezumondo), là mục tiêu chính của Chiến dịch Strix. Cậu thường đối xử một cách hung hăng đối với Anya và không chịu nhận chấp nhận rằng cậu đang thích thầm cô. Cậu có một người anh trai hết sức nhiệt tình và giỏi giang tên là Demetrius Desmond (ディミトリアス・デズモンド Dimitoriasu Dezumondo) và một chú chó tên là Max. Cậu ở chung ký túc xá với hai người bạn thân nhất của mình, Emile (エミールゥ Emīrū) và Ewen (ユーイン Yūin).
Becky Blackbell (ベッキー・ブラックベル Bekkī Burakkuberu)
Lồng tiếng bởi: Katō Emiri (tiếng Nhật), Nguyễn Vũ Minh Chuyên (tiếng Việt)
Bạn thân của Anya ở trường. Bố cô là một nhà sản xuất quân sự lớn. Sau cuộc gây lộn giữa Anya và Damian vào ngày đầu tiên đi học, cô trở thành bạn của Anya. Cô đối xử với Anya rất tử tế, mặc dù mọi bạn học khác đều xa lánh cả hai. Cô cũng phải lòng Loid. Cô có một chú chó tên Wiesel và cô nhiều khi gọi nhầm thành Weezy.
Yuri Briar (ユーリ・ブライア Yūri Buriaru)
Lồng tiếng bởi: Ono Kenshō, Kumagai Mirei (khi còn nhỏ) (tiếng Nhật), Đặng Hoàng Khuyết (tiếng Việt)
Là em trai Yor 20 tuổi. Rõ ràng là một quan chức tại Bộ Ngoại giao, nhưng đây là lớp cải trang che đậy cho thân phận thật là một trung úy của Sở An ninh Nhà nước - có nhiệm vụ săn lùng "Hoàng hôn" và các nhóm nổi dậy, khủng bố và tình báo ở nước ngoài khác. Anh hơi quá thân thiết với chị gái mình, phản đối cuộc hôn nhân của Yor và Loid dù không biết công việc sát thủ của Yor hay danh tính thực sự của Loid. Cả Loid và Anya đều biết về nghề nghiệp thực sự của anh trong khi Yor vẫn không biết gì.
Franky Franklin (フランキー・フランクリン Furankī Furankurin)
Lồng tiếng bởi: Yoshino Hiroyuki (tiếng Nhật), Nguyễn Anh Tuấn (tiếng Việt)
Một người cung cấp thông tin từ WISE, cơ quan gián điệp của Westalis, người cung cấp thông tin cho Loid và thường làm người trông trẻ cho Anya. Anh làm việc ở cửa hàng thuốc lá để che giấu thân phận. Anh đang vô vọng trong việc tìm bạn gái vì nhan sắc không vừa lòng với phụ nữ.
Sylvia Sherwood (シルヴィア・シャーウッド Shiruvuia Shāuddo)
Lồng tiếng bởi: Kaida Yūko (tiếng Nhật), Cao Thụy Thanh Hồng (tiếng Việt)
Người điều khiển và liên lạc của Loid tại WISE, người giao cho anh các nhiệm vụ và giám sát Chiến dịch Strix. Cô làm tùy viên và thư ký trong đại sứ quán như một bình phong cho hoạt động tình báo của mình. Cô được các điệp viên gọi là Fullmetal Lady (鋼鉄の淑女 (Cương thiết Thục nữ) Furumetaru Redi, n.đ.: Cô gái thép) do khả năng và tính cách đặc biệt của mình. Cô từng có một cô con gái nhỏ, nhưng không biết chuyện gì đã xảy ra với cô bé ấy.
Fiona Frost (フィオナ・フロスト Fiona Furosuto)
Lồng tiếng bởi: Sakura Ayane (tiếng Nhật), Phạm Hồ Thanh Lộc (tiếng Việt)
Một nhân viên tình báo có mật danh Chập Tối (夜帷 (Dạ Duy) Tobari, n.đ. Màn đêm). Đồng nghiệp của Loid trong cả hoạt động gián điệp và tại Bệnh viện Đa khoa Berlint, nơi cô làm việc bí mật với tư cách là một thư ký. Thường không biểu lộ cảm xúc, nhưng cô có tình cảm mạnh mẽ đối với Loid và nghĩ rằng Yor không xứng đáng với anh. Chỉ có Anya mới biết bản chất thật và cảnh giác với cô.

## Chuyển thể

### Manga
Bộ manga được viết và minh họa bởi Endo Tatsuya. Bộ truyện được đăng tải mỗi 2 tuần trên tạp chí điện tử Shōnen Jump + kể từ ngày 25 tháng 3 năm 2019. Shueisha đồng thời cũng xuất bản bộ truyện với phiên bản tiếng Anh miễn phí trên trên ứng dụng và trang web Manga Plus. Viz Media cũng tiến hành xuất bản bộ truyện phiên bản tiếng Anh miễn phí trên nền tảng kĩ thuật số vào ngày 22 tháng 9 năm 2019. Bản in đầu tiên được phát hành vào mùa xuân năm 2020. Tại Việt Nam, bộ truyện được mua bản quyền bởi Nhà xuất bản Kim Đồng với tập đầu tiên được xuất bản vào ngày 30 tháng 10 năm 2020.

#### Danh sách tập truyện
| - Nhiệm vụ: 1–5 |

| - Nhiệm vụ: 6–11 - Nhiệm vụ phụ: 1 |

| - Nhiệm vụ: 12–17 - Nhiệm vụ phụ: 2 |

| - Nhiệm vụ: 18–23 - Nhiệm vụ ngắn: 1–2 |

| - Nhiệm vụ: 24–30 - Nhiệm vụ ngắn: 3 |

| - Nhiệm vụ: 31–37 - Nhiệm vụ ngắn: 4 |

| - Nhiệm vụ: 38–44 - Nhiệm vụ ngắn: 5 |

| - Nhiệm vụ: 45-53 - Nhiệm vụ ngắn: 6 |

| - Nhiệm vụ 54-61 |

| - Nhiệm vụ: 62-66 - Nhiệm vụ ngắn: 7-8 |

| - Nhiệm vụ: 67-75 |

| - Nhiệm vụ: 76-84 - Nhiệm vụ ngắn: 9-10 |

| - Nhiệm vụ: 85-92 - Nhiệm vụ ngắn: 11 |

| - Nhiệm vụ: 93-99 - Nhiệm vụ ngắn: 12-13 |

| - Nhiệm vụ: 100-108 - Nhiệm vụ ngắn: 14 |

#### Các chương chưa được đưa vào tậptankōbon
Dưới đây là các chương chưa được đưa vào tập tankōbon mà đã được đăng trên Shōnen Jump +.
- Nhiệm vụ: 109-120
- Nhiệm vụ ngắn: 15-17
- Nhiệm vụ nghiên cứu: 1

### Tiểu thuyết
SPY×FAMILY: Bức chân dung gia đình (SPY×FAMILY 家族の肖像 Supai Famirī Kazoku no Shōzō) là một tiểu thuyết bao gồm 4 truyện ngắn và 1 "tiểu thuyết ngắn" dài bảy trang do Yajima Aya viết, được xuất bản vào ngày 2 tháng 7, 2021 tại Nhật Bản. Tại Việt Nam, Nhà xuất bản Kim Đồng phát hành cuốn tiểu thuyết này vào ngày 22 tháng 8, 2022.

### Anime
Vào ngày 1 tháng 11 năm 2021, một website đã được mở để thông báo việc bộ manga sẽ được chuyển thể thành một loạt anime truyền hình, được sản xuất bởi Wit Studio và CloverWorks. Loạt anime này được đạo diễn bởi Furuhashi Kazuhiro, thiết kế nhân vật bởi Shimada Kazuaki, và âm nhạc sản xuất bởi [K]NoW_NAME. Phiên bản anime truyền hình chuyển thể gồm hai phần. Phần đầu tiên ra mắt vào ngày 9 tháng 4 năm 2022 trên kênh TV Tokyo và một số kênh truyền hình khác tại Nhật Bản. Ca khúc mở đầu là "Mixed Nuts" (ミックスナッツ Mikkusu Natsu) do Official Hige Dandism trình bày, và ca khúc kết thúc là "Kigeki" (喜劇 (Hỷ kịch) "Hài kịch") do Hoshino Gen trình bày. Crunchyroll sở hữu bản quyền phát sóng bên ngoài Châu Á. Muse Communication sở hữu bản quyền phát hành tại Đài Loan, Nam Á và Đông Nam Á và phát sóng nó trên hệ thống kênh YouTube trực thuộc trong một khoảng thời gian nhất định trong khi Netflix, iQIYI, bilibili phát sóng trên các nền tảng trực tuyến.
Phần thứ hai phát sóng từ ngày 1 tháng 10 năm 2022. Ca khúc mở đầu phần hai là "Souvenir" do Bump of Chicken trình bày, và ca khúc chủ đề kết thúc của phần hai là "Shikisai" (色彩 "Màu sắc") do Yama trình bày.
Vào ngày 18 tháng 12 năm 2022, mùa thứ hai của loạt anime truyền hình và phim chiếu rạp trong năm 2023 đã được công bố tại sự kiện Jump Festa lần thứ 23. Bộ phim sẽ có câu truyện gốc được viết bởi Endo Tatsuya, người sẽ giám sát việc sản xuất và cung cấp các thiết kế nhân vật gốc của bộ truyện. Trong sự kiện AnimeJapan 2023, mùa 2 của anime truyền hình Spy x Family được thông báo rằng sẽ khởi động vào tháng 10/2023 và vẫn do Furuhashi Kazuhiro làm đạo diễn. Ca khúc mở đầu mùa hai là "Kura Kura" (クラクラ n.đ. "Lâng lâng") do Ado trình bày và ca khúc kết thúc mùa hai là "Todome no Ichigeki" (トドメの一撃 n.đ. "Đòn kết liễu") do Vaundy và Cory Wong trình bày.
Vào ngày 9 tháng 6 năm 2024, mùa thứ ba của anime đã được công bố trong sự kiện đặc biệt Spy × Family Anime Extra Mission.

### Phim điện ảnh
Trong sự kiện AnimeJapan 2023, phần thuyết trình trên sân khấu của nhượng quyền thương mại Spy x Family đã tiết lộ, ngoài thông báo mùa 2 của anime truyền hình sẽ khởi động vào tháng 10/2023 thì còn một thông báo nữa liên quan đến bộ phim chiếu rạp mang tên SPY×FAMILY — Code: White, bộ phim sẽ khởi chiếu tại Nhật Bản vào ngày 22 tháng 12 năm 2023.

### Trò chơi điện tử
Một trò chơi điện tử dựa trên bộ truyện đã được công bố tại sự kiện Nintendo Direct vào ngày 14 tháng 9 năm 2023. Trò chơi mang tên Spy × Family Operation Diary (スパイファミリー オペレーションダイアリー Supaifamirī Operēshondaiarī), được phát triển bởi Groove Box Japan và phát hành bởi Bandai Namco Entertainment. Trò chơi cho phép người chơi trải nghiệm các hoạt động trong cuộc sống hàng ngày của Anya Forger với bạn bè và gia đình của cô bé để chụp và thu thập ảnh cho nhật ký của Anya. Là một trò chơi mô phỏng cuộc sống hàng ngày, cung cấp cho người chơi các tùy chọn để tham quan các địa điểm trong bộ truyện, tham gia các trò chơi nhỏ và tùy chỉnh ngoại hình cũng như trang phục của các nhân vật. Trò chơi phát hành vào ngày 21 tháng 12 năm 2023 tại Nhật Bản và trên toàn thế giới vào năm 2024 và được phát hành trên các nền tảng Nintendo Switch, PlayStation 4, PlayStation 5 và Windows thông qua nền tảng Steam.

## Đón nhận

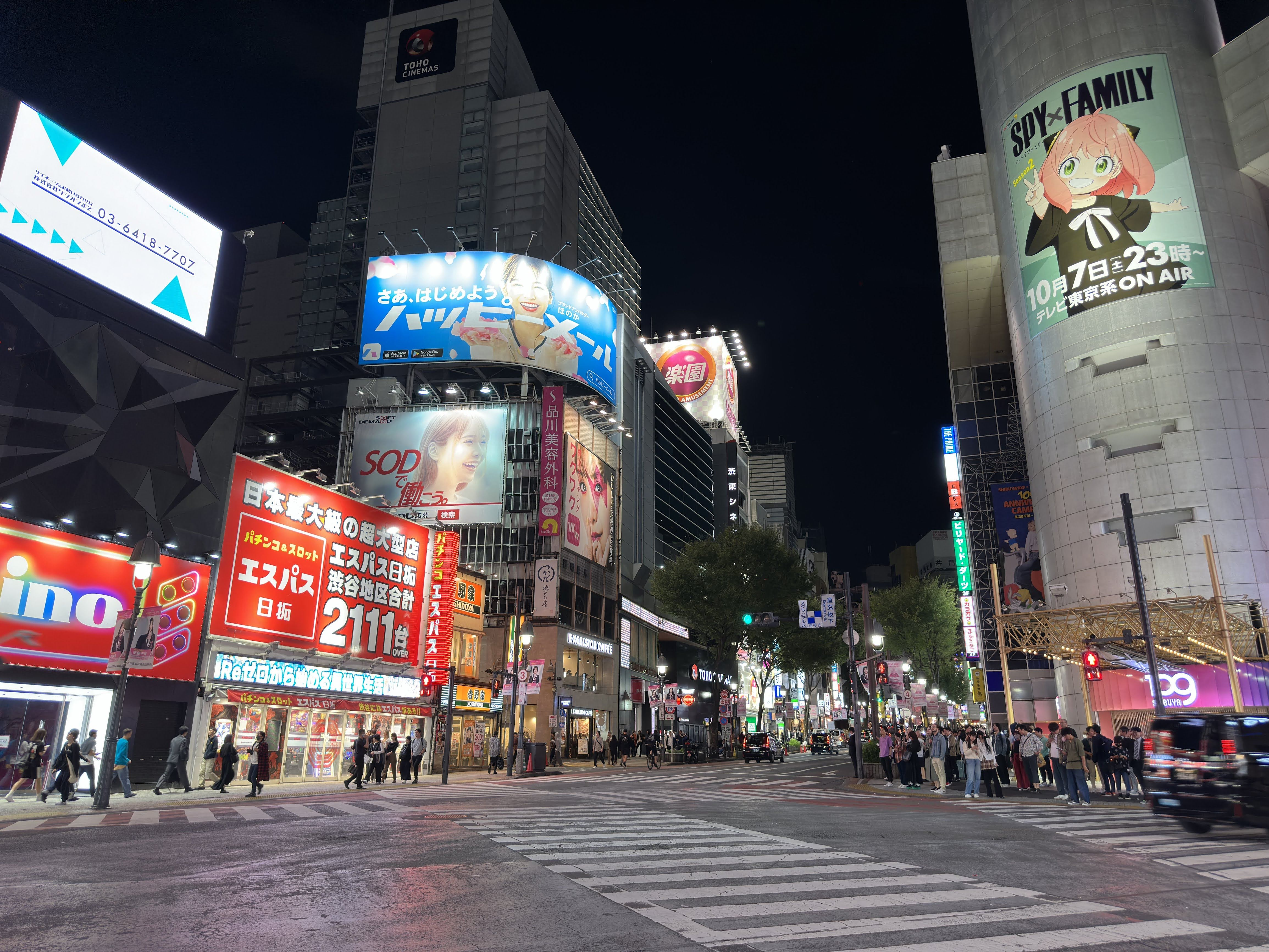
Bảng quảng cáo trong ngày chiếu tập đầu tiên mùa thứ 2 của bộ anime ở Shibuya, Tokyo.

SPY×FAMILY đã có 800.000 bản được phát hành (bao gồm cả doanh số vật lý và kĩ thuật số) tại thị trường Nhật Bản sau khi phát hành tập thứ 2. Con số này lần lượt là 2 triệu và 3 triệu bản sau khi phát hành tập 3 và 4. Theo Oricon, tập 3 và 4 của bộ truyện là một trong 30 manga bán chạy nhất năm 2020. Vào tháng 12 năm 2020, đã có 8 triệu bản (bao gồm cả sách giấy và kĩ thuật số) và đến tháng 5 năm 2021, con số này đạt 10 triệu bản tại thị trường Nhật Bản. Tính đến tháng 3 năm 2022, có tổng cộng 15 triệu bản đã được phát hành.

### Giải thưởng và đề cử
| Năm  | Giải thưởng                                           | Hạng mục                                         | Kết quả      | Ref.          |
| ---- | ----------------------------------------------------- | ------------------------------------------------ | ------------ | ------------- |
| 2019 | Tsugi ni kuru Manga Taishō lần thứ 5                  | Web Manga                                        | Đoạt giải    | [ 59 ]        |
| 2019 | Apple Books Awards                                    | Shōnen Manga hay nhất                            | Đoạt giải    | [ 60 ]        |
| 2019 | Kono Manga ga Sugoi! Manga xếp hạng hàng đầu năm 2020 | Manga dành cho độc giả nam                       | Thứ hạng 1   | [ 61 ]        |
| 2020 | Tsutaya Comic Taishō lần thứ 4                        | Grand Prize                                      | Đoạt giải    | [ 62 ] [ 63 ] |
| 2020 | Ridibooks Comic Award                                 | Giải đặc biệt                                    | Đoạt giải    | [ 64 ]        |
| 2020 | Konishi Prize                                         | Bộ Manga được dịch hay nhất                      | Đề cử        | [ 65 ]        |
| 2020 | Giải Manga Kodansha lần thứ 44                        | Shōnen Manga hay nhất                            | Đề cử        | [ 66 ]        |
| 2020 | Tezuka Osamu Cultural Prize lần thứ 24                | Cultural Prize                                   | Đề cử        | [ 67 ]        |
| 2020 | Manga Taishō lần thứ 13                               | Manga Taishō                                     | Thứ hạng 2   | [ 68 ] [ 69 ] |
| 2020 | Cuốn sách của năm Thường niên Da Vinci lần thứ 20     | Cuốn sách của năm                                | Thứ hạng 3   | [ 70 ]        |
| 2021 | Manga Taishō lần thứ 14                               | Manga Taishō                                     | Thứ hạng 10  | [ 71 ] [ 72 ] |
| 2021 | Sanyodo Comic Award                                   | Manga hay nhất                                   | Thứ hạng 2   | [ 73 ]        |
| 2021 | Giải Eisner                                           | Best U.S. Edition of International Material—Asia | Đề cử        | [ 74 ]        |
| 2021 | Harvey Award                                          | Manga hay nhất                                   | Đề cử        | [ 75 ]        |
| 2021 | Liên hoan truyện tranh quốc tế Angoulême lần thứ 48   | Youth Selection                                  | Đề cử        | [ 76 ]        |
| 2022 | Giải Eisner                                           | Best U.S. Edition of International Material—Asia | Đề cử        | [ 77 ]        |
| 2022 | Giải thưởng độc giả Babelio của Pháp                  | Bộ Manga Hay Nhất                                | Đoạt giải    | [ 78 ]        |
| 2022 | Nhật Bản Expo Awards                                  | Daruma d'or                                      | Đoạt giải    | [ 79 ]        |
| 2022 | Geeks d'Ouro                                          | Manga được dịch hay nhất                         | Đoạt giải    | [ 80 ]        |
| 2022 | Harvey Award                                          | Best Manga                                       | Đề cử        | [ 81 ]        |
| 2022 | Cuốn sách của năm Thường niên Da Vinci lần thứ 22     | Cuốn sách của năm                                | Thứ hạng 1   | [ 82 ]        |
| 2023 | Giải thưởng Văn hóa Tezuka Osamu lần thứ 27           | Giải thưởng Văn hóa                              | Chưa công bố | [ 83 ]        |